# Monocelis anta
Monocelis anta är en plattmaskart som beskrevs av Ernst Marcus 1954. Monocelis anta ingår i släktet Monocelis och familjen Monocelididae. Inga underarter finns listade i Catalogue of Life.